# Конрад Дітерічі
Конрад (Генрі) Дітерічі (нім. Conrad Dieterici; 26 листопада 1858, Берлін — 14 листопада 1929, Вефіль у Білефельді) — німецький фізик, ректор Кільського університету.

## Біографія
Вивчав фізику в  Берлінському університеті, де отримав докторський ступінь.
З 1885 по 1890 рік був асистентом в Інституті фізики в Берлінському університеті. У 1887 році став викладачем там, в 1890 році — професором Вроцлавського університету. У 1894 році став професором фізики в Технічному Університеті в Ганновері. У 1906 р. викладав в університеті Ростока, а з 1907 року — у Кільському університеті, де він був з 1915 по 1916 рік ректором.
Запропонував і теоретично обґрунтував у 1898 році рівняння Дітерічі.